# Янчат, Василий Оюнович
Василий Оюнович Янчат (1932 — 8 августа 2014) — передовик сельскохозяйственного производства, Герой Социалистического Труда (1972).

## Биография
Родился в с. Ээрбек Тандинского кожууна.
Работал трактористом, бригадиром тракторно-полеводческой бригады № 5 совхоза «Победа» Тандынского района.
В 1972 году на 3 тысячах гектаров малоплодородных земель бригада Янчата получила урожайность по 15 центнеров зерна. За это руководителю бригады было присвоено звание Героя Социалистического Труда.
В последующем работал чабаном, заведующим овцеводческого комплекса.
После выхода на пенсию организовал крестьянско-фермерское хозяйство в селе Целинное Кызылского района и успешно им руководил.